# Джеймс Таверньєр
Джеймс Генрі Таверньєр (англ. James Tavernier, нар. 31 жовтня 1991, Бредфорд) — англійський футболіст, правий захисник футбольного клубу «Рейнджерс».
Вихованець футбольного клубу «Лідс Юнайтед». Почав свою професійну кар'єру в «Ньюкасл Юнайтед», де пробув більшу частину часу в орендах. У 2014 році підписав контракт із «Віган Атлетік», де за його власною заявою боровся за потрапляння до основного складу, але провів другу половину сезону на правах оренди в «Брістоль Сіті», з яким здобув перемогу в Першій Лізі.
У 2015 році Таверньєр підписав контракт із шотландським «Рейнджерс». На початку сезону 2018/19 був призначений капітаном клубу.

## Кар'єра

### «Лідс Юнайтед»
Народився 31 жовтня 1991 року в місті Бредфорді. Таверньєр приєднався до системи «Лідс Юнайтед» у віці дев'яти років, перед цим він виступав за місцевий клуб «Фарслі Селтік». Він провів шість сезонів у Лідсі, граючи сезон у воротах, перш ніж перейти на роль центрального півзахисника.

### «Ньюкасл Юнайтед»
Таверньєр перейшов у «Ньюкасл Юнайтед» у 2008 році. 22 вересня 2009 року він дебютував у складі першої команди, програвши «Пітерборо Юнайтед» з рахунком 0:2 в третьому раунді Кубка Ліги, відігравши всі 90 хвилин.

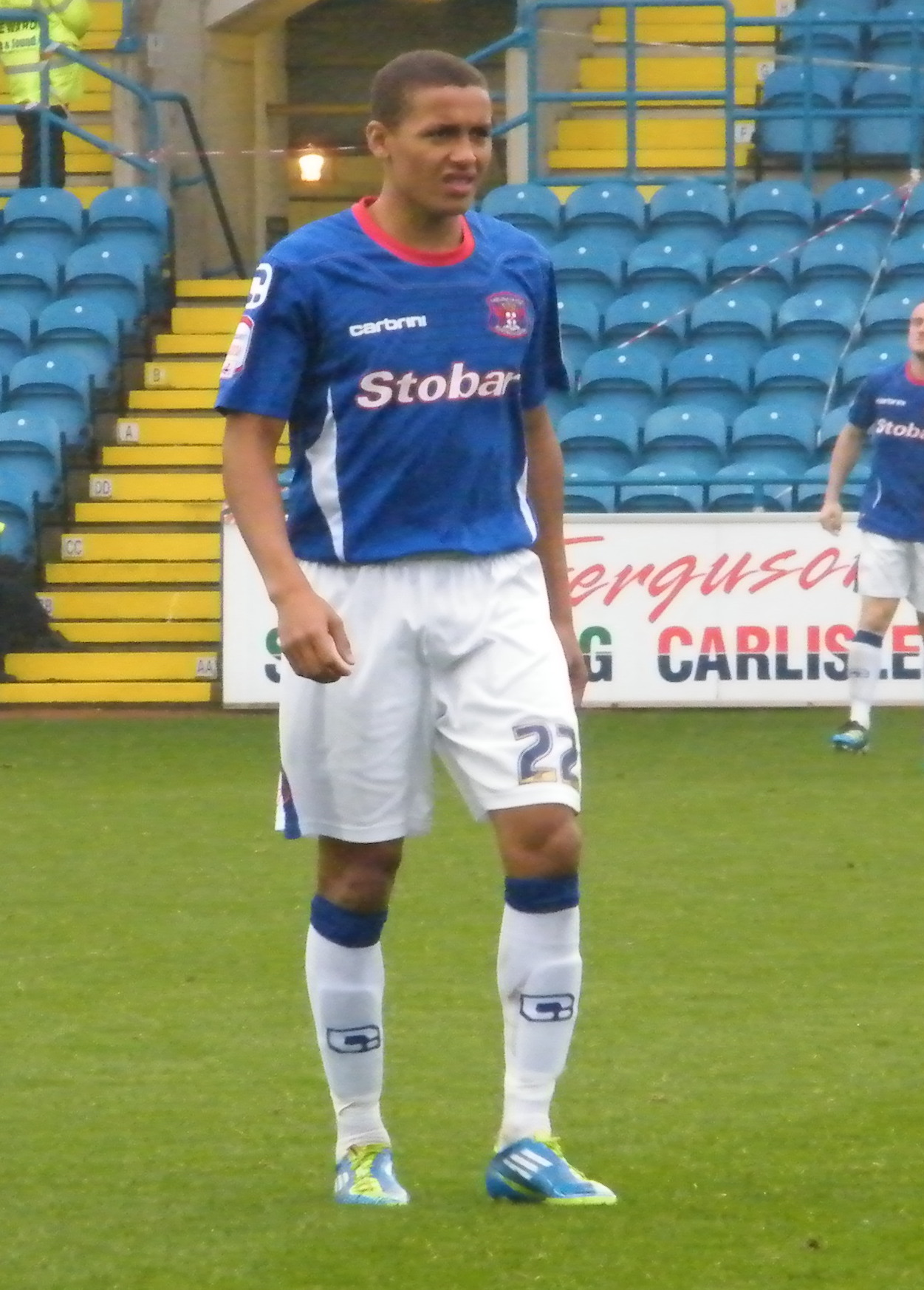
Джеймс Таверньєр під час виступів за «Карлайл Юнайтед». 2011 рік.

7 січня 2011 року Таверньєр приєднався до «Гейтсхеда» разом із партнером по команді «Ньюкасла» Йоаном Едмундссоном на 28-денну оренду. Дебютував вже наступного дня, у домашньому матчі проти «Кіддермінстер Гаррієрз»(2:2). Згодом його оренда в клубі була продовжена до 9 квітня Менеджер «Гейтсхед» Ієн Боджі прокоментував його гру, сказавши, що у Таверньєра буде велике майбутнє у футболі. Захисник був відкликаний «Ньюкаслом» 24 березня через дискваліфікацію, отриману захисником Джеймсом Перчем у грі резервної команди. Таверньє з'явився на лаві запасних у переможному матчі «Ньюкасла» проти «Вулвергемптон Вондерерз» (4:1) 2 квітня.
11 серпня 2011 року Таверньєр приєднався до команди з Ліги 1 «Карлайл Юнайтед» на одномісячну оренду, яка була продовжена до середини листопада. Через місяць, як і його колега з «Гейтсхеда», менеджер «Карлайла» Грег Ебботт був вражений Таверньєром. Футболіст повернувся до «Ньюкасла» після успішної оренди, під час якої він зіграв 16 матчів.
21 листопада 2011 року Таверньєр приєднався до команди «Шефілд Юнайтед», на правах оренди до 9 січня 2012 року.
31 січня 2012 року Таверньєр приєднався до команди «Мілтон Кінс Донс», на правах оренди до кінця сезону. Його оренду було перервано після того, як його відкликав «Ньюкасл» через травми захисників першої команди.
23 серпня 2012 року Таверньє дебютував у Європі, зігравши у стартовому складі «Ньюкасла» у матчі кваліфікації Ліги Європи УЄФА проти грецького клубу «Атромітос» (1:1). Того сезону він провів вісім матчів за команду у чотирьох турнірах, дебютувавши у Прем'єр-лізі 29 вересня, вийшовши на поле замінивши Стівена Тейлора на 56-й хвилині гри проти «Редінга» (2:2).
26 липня 2013 року Таверньєр приєднався до «Шрусбері Тауна» на місячну оренду, але рано повернувся назад через отриману травму.
28 листопада 2013 року приєднався до «Ротерем Юнайтед» на правах оренди. Через два дні після свого дебюту він забив свій перший гол у кар'єрі.

### «Віган Атлетік»
28 червня 2014 року Таверньєр підписав контракт із клубом «Віган Атлетік». Дебютував у чемпіонаті 9 серпня, замінивши Дона Кауї на останні 18 хвилин матчу.
15 січня 2015 року перебрався в «Брістоль Сіті» на правах оренди, на частину сезону, що залишилася і забив три рази у 12 іграх.

### «Рейнджерс»

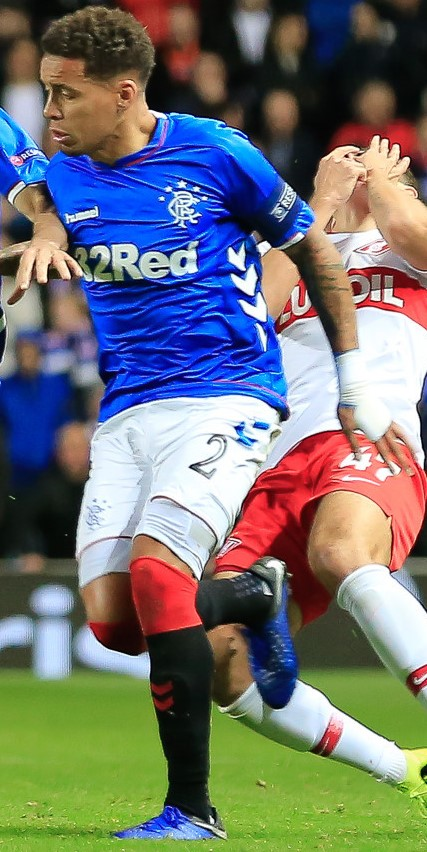
Джеймс Таверньєр під час виступів за «Рейнджерс». 2018 рік.

20 липня 2015 року Таверньєр та товариш по команді «Вігана» Мартін Вагхорн підписали трирічні контракти з клубом чемпіонату Шотландії «Рейнджерс» за трансферну плату у розмірі £200,000. Джеймс забив у своєму дебюті через п'ять днів зі штрафного удару в матчі першого раунду Кубка шотландського виклику проти «Гіберніана» (6:2), і через вісім днів у тому ж раунді Кубка шотландської лізі здобув перемогу над «Пітергедом» з рахунком 3:0 на «Айброксі».
Забив свій перший гол у лізі за «Джерс» 16 серпня у переможному матчі проти «Аллоа Атлетік» (5:1). Таверньєр знову забив за «Рейнджерс» через тиждень у матчі проти "Гіберніана"і за це був названий найкращим гравцем чемпіонату Шотландії у серпні, а його менеджер Марк Ворбертон також отримав нагороду менеджера місяця.
Після сильного першого сезону в «Рейнджерсі» йому запропонували новий контракт, який він відхилив, за повідомленнями ЗМІ Джеймса не влаштовувала фінансова складова контракту. 19 липня Таверньєр домовився про нове продовження контракту з «Рейнджерс» і підписав угоду до травня 2019 року двома днями пізніше.
У липні 2018 року, напередодні сезону 2018/19, Таверньєр був призначений новим капітаном команди, новим менеджером Стівеном Джеррардом.
2021 року Таверньєр допоміг «Рейнджерсу» вперше за 10 років виграти чемпіонський титул, завершивши сезон без поразок і набравши рекордні 102 очки, за що був названий найкращим гравцем за версією ПФА. Наступного року він став з командою володарем Кубка Шотландії, а також допоміг команді стати фіналістом тогорічної Ліги Європи, забивши протягом розіграшу 7 голів і ставши першим захисником, який став найкращим бомбардиром єврокубку після Рональда Кумана з «Барселони» в Лізі чемпіонів УЄФА 1993/94.

## Титули і досягнення
- Чемпіон Шотландії (1):

«Рейнджерс»: 2020/21
- Володар Кубка Шотландії (1):

«Рейнджерс»: 2021/22
- Володар Кубка шотландської ліги (1):

«Рейнджерс»: 2023/24

### Індивідуальні
- Гравець місяця чемпіонату Шотландії  (3) : серпень 2015[8], вересень 2020[9], листопад 2020[10]
- У символічній збірній чемпіонату Шотландії (3): 2017/18, 2018/19, 2020/21[11]
- Найкращий гравець шотландської Прем'єр-ліги (1): 2020/21[12]
- Найкращий бомбардир Ліги Європи УЄФА: 2021/22 (7 голів)
- У символічній збірній Ліги Європи УЄФА: 2021/22[13]